# Wiaczesław Kurajew
Wiaczesław Iwanowicz Kurajew (ros. Вячеслав Иванович Кураев; ur. 16 lipca 1939 w Saratowie, zm. 30 listopada 2012 w Moskwie) – radziecki i rosyjski filozof oraz badacz filozofii rosyjskiej, ojciec protodiakona Andrieja Kurajewa.

## Życiorys
W 1963 roku ukończył studia na Wydziale Filozoficznym Moskiewskiego Uniwersytetu Państwowego im. M.W. Łomonosowa, gdzie w 1970 obronił dysertację kandydacką. W latach 1978–1988 pracował jako sekretarz naukowy Prezydium Akademii Nauk ZSRR. Od 1993 do końca życia był pracownikiem naukowym Instytutu Filozofii Rosyjskiej Akademii Nauk. Napisał rozdziały o Siemionie Franku i Iwanie Iljinie dla podręcznika pod redakcją Michaiła Maslina. Zmarł w Moskwie i został pochowany obok swojej żony na Cmentarzu Chowańskim.

## Wybrane publikacje
- Кураев В. И. Диалектика содержательного и формального в научном познании. — М., 1977. — 160 с.
- Кураев В. И. Точность, истина и рост знания : АН СССР, Ин-т философии / В. И. Кураев, Ф. В. Лазарев; отв. ред. В. А. Лекторский. — М.: Наука, 1988. — 238 с.
- Кураев В. И. Русская религиозная гносеология XIX—XX вв. — М., 1999.